# Político (álbum de IMS)
Politico es el nombre del cuarto Álbum de Instituto Mexicano del Sonido estrenado en el año 2012. EL tema central del álbum gira en torno al ambiente político y social que sucedía en ese año debido a las elecciones presidenciales. 

## Listado de pistas[2]
1. Político
2. Especulando
3. Revolución
4. México
5. Es-Toy
6. Más!
7. Ceci N'Est Pas Automate
8. Se Baila Así
9. My Buddy @Julps
10. Tipo Raro
11. Ritmo Internacional
12. Cumbia Meguro
13. El Jefe